# Île du Petit Pendule
L'île du Petit Pendule, en danois Lille Pedulum Ø, est une île du nord-est du Groenland faisant partie du parc national du Nord-Est-du-Groenland.

## Géographie
Située dans le nord-est de la Wollaston Foreland (en), au sud de l'île Shannon, elle s'étend sur 13,7 kilomètres de longueur pour une largeur de 9,3 kilomètres.
L'ensemble de l'île du Petit Pendule, l'île Sabine et l'îlot Walrus au sud de l'île Sabine forme les îles du Pendule.

## Histoire
L'île est nommée par Douglas Charles Clavering lors de son expédition en 1823 en rapport à l'étude au pendule effectuée alors par Edward Sabine sur l'île Sabine.